# Pedro Molina Temboury
Pedro Molina Temboury (n. Málaga; 1955) escritor y guionista español afincado en Madrid, especializado en novela, poesía y literatura de viajes. También se ha dedicado a la cooperación internacional. Fundó el Centro Cultural de España en Buenos Aires (Argentina), y fue el primer director cultural de la Casa de América en Madrid de 1991 a 1994. Autor de documentales sobre el Tíbet y China, fue responsable de los contenidos del Pabellón de España en Expo Shanghái 2010, experiencias reflejadas en su obra.

## Obra

### Poesía
- País de Octubre (Premio Puerta del Sol 1981, Ediciones Dante, Madrid).
- El Mago (Premio de Poesía Ciudad de Melilla 1983, Col. Rusadir).
- Escenas de mi vida sexual (Ed. Abada, 2007).
- Islas, Islas (VII Premio de Poesía Javier Egea, 2011 , Editorial Pre-Textos, 2012)
- Danza de la muerte en la lavandería (Antigua Imprenta Sur, Colección Cazador de Nubes, Generación del 27, 2014)'

'Cueva', Abada editores, 2018

### Novela
- Madre Gallina Africa (Madrid, Ed. Hiperión, 1985).
- Ballenas (Madrid, Ed. Alfaguara, 1987).
- El Hombre de Madrid (Madrid, Ed. Alfaguara, 1990).
- Adiós, Padre Eterno (Madrid, Ed. Alfaguara 1997).
- Por pasiones así (Barcelona, Ed. Seix Barral, febrero de 2002).[5][6]
- No encontrarás el Tíbet en un mapa (enlace roto disponible en Internet Archive; véase el historial, la primera versión y la última). (Madrid, Ed. Anaya, octubre de 2003).

### Libros de viaje
- Viaje a los dos Tíbet (Madrid, Ed. Aguilar, 2000)
- Volcanes Dormidos (VIII edición del Premio Grandes Viajeros, 2005; escrito en colaboración con Rosa Regàs; Barcelona, Ediciones B, octubre de 2005).[7]
- Un jardín en Shanghái (Ed. Almuzara / Sotavento, 2016)

### Guiones
Entre sus guiones se destacan los documentales de viajes:
- Yangtsé: La Nueva China y el Viejo Río (enlace roto disponible en Internet Archive; véase el historial, la primera versión y la última)., (1998)
- El legado del emperador amarillo: Medicina tradicional china, (1998)
- El Laberinto del Tíbet (Documental de seis episodios coproducido por Canal+, La Luna, Cartel, Impala y TVE; Premio Ondas 2001 a la mejor serie documental española del año)

Y los largometrajes:
- Delta (Arte- TV3, 2004)
- Pepe Carvalho, serie TV de diez largometrajes, coproducción italo-francoespañola, en los que el actor Juanjo Puigcorbé interpreta al detective creado por Manuel Vázquez Montalbán.[8] Coordinador de guiones y guionista de cuatro episodios.[9]